# Nicholas Hoult
Nicholas Caradoc Hoult (født 7. december 1989) er en britisk skuespiller, bedst kendt for sine roller som Marcus Brewer i About a Boy, Hank McCoy/Beast i X-Men: First Class og X-Men: Days of Future Past, Tony Stonem i dramaserien Skins, Jack i Jack the Giant Slayer, og som R i Warm Bodies.

## Liv og karriere
Nicholas er født i den britiske by Wokingham, Berkshire, som ligger ca. en times kørsel vest for London. Hans mor er klaverunderviser og far er pilot hos British Airways. Nicholas er den den tredje fødte ud af en søskendeflok på fire. Hans grandtante var den populære britiske skuespiller og sanger, Dame Anna Neagle.
Hans mellemnavn, Caradoc, udtales /ka.rɑː'dɔk/ og betyder ”The beloved one” på Walisisk.
Som barn gik han på den engelske kirkeskole Ranelagh School. I 1996, af en alder af syv, fik han sin debut i filmen Intimate Relations. Han spillede primært med i tv-serier, indtil han fik rollen som Marcus i filmen About a Boy i 2002. Han gik til ballet sammen med sine søstre og var med i produktionen til Svanesøen og Nøddeknækkeren ved English National Ballet. Han påstår, at han aldrig var særlig god.
Mens Nicholas gik på The Sixth Form College Farnborough, fik han hovedrollen som Tony Stonem i de to første sæsoner af dramaserien Skins. Han blev nomineret til Walkers Home Grown Talent Award for rollen. I 2009 spillede Nicholas med I filmen A Single Man (instrueret af Tom Ford), sammen med Colin Firth and Julianne Moore.
I 2010 blev Nicholas nomineret til BAFTA Rising Star Award, men Kristen Stewart vandt den. Den 8. juli blev det offentliggjort, at han var blevet castet i rollen som Hank McCoy/Beast i X-Men: First Class, instrueret af Matthew Vaughn. Nicholas fik desuden også i 2013, hovedrollen som Jack i filmen Jack the Giant Slayer og som ”R” i zombie-romance-filmen Warm Bodies. Han blev nomineret ved Teen Choice Awards 2013 som Choice Breakout, Choice Movie Actor Comedy, samt Choice Movie Actor Romance, alle tre for hans rolle i Warm Bodies, men vandt dog kun Choice Breakout.
Nicholas spiller også med i den nyeste X-Men film, X-Men: Days of Future Past, som den unge Hank McCoy/Beast. Nicholas ligger desuden også stemme til filmen Once Upon a Time in the Kitchen, sammen med Gemma Arterton og Stephen Fry.
Han spiller også hovedrollen i Drake Doremus' kærlighedshistorie Equals. Medvirkende er desuden også Kristen Stewart, Guy Pearce og Jacki Weaver.
I oktober 2014, spillede han hovedrollen i filmen Young Ones, sammen med Michael Shannon, Kodi Smit-McPhee, og Elle Fanning.

## Velgørenhed
I 2007 blev Nicholas optaget i National Society for the Prevention of Cruelty to Children's Hall of Fame for hans velgørende arbejde med den britisk-irske nødhjælpsorganisation Christian Aid.
Nicholas støtter desuden også kampagnen Enough Food IF, en velgørende organisation der arbejder med at stoppe den globale sult. Derudover arbejder han også sammen med den britiske kræftbehandlingsorganisation Teenage Cancer Trust.

## Filmografi

### Film
| År   | Titel                           | Rolle                 | Bemærkning                      |
| ---- | ------------------------------- | --------------------- | ------------------------------- |
| 1996 | Intimate Relations              | Bobby                 |                                 |
| 1997 | Mr White Goes to Westminste     | John                  |                                 |
| 2002 | About a Boy                     | Marcus Brewer         |                                 |
| 2005 | Wah-Wah                         | Ralph Compton         |                                 |
| 2005 | The Weather Man                 | Mike                  |                                 |
| 2006 | Kidulthood                      | Blake                 |                                 |
| 2007 | Coming Down the Mountain        | David Phillips        |                                 |
| 2009 | A Single Man                    | Kenny Potter          |                                 |
| 2010 | Clash of the Titans             | Eusebios              |                                 |
| 2011 | Rule Number Three               | Matt                  | Kortfilm                        |
| 2011 | X-Men: First Class              | Hank McCoy/Beast      |                                 |
| 2013 | Warm Bodies                     | R                     |                                 |
| 2013 | Jack the Giant Slayer           | Jack                  |                                 |
| 2014 | Young Ones                      | Flem Lever            |                                 |
| 2014 | X-Men: Days of Future Past      | Unge Hank McCoy/Beast | Delte rollen med Kelsey Grammer |
| 2014 | Once Upon a Time in the Kitchen |                       | Stemme                          |
| 2015 | Dark Places                     | Lyle                  |                                 |
| 2015 | Mad Max: Fury Road              | Nux                   |                                 |
| 2015 | Kill Your Friends               | Steven Stelfox        |                                 |
| 2015 | Equals                          | Silas                 |                                 |
| 2015 | Underdogs                       | Ace                   |                                 |
| 2015 | Autobahn                        | Casey                 |                                 |
| 2016 | Sand Castle                     | Matt Ocre             |                                 |
| 2016 | Newness                         | Martin Hallock        |                                 |
| 2017 | The Current War                 | Nikola Tesla          |                                 |
| 2017 | Rebel in the Rye                | Jerome David Salinger |                                 |
| 2016 | X-Men: Apocalypse               | Hank McCoy / Beast    |                                 |
| 2018 | The Favourite                   | Robert Harley         |                                 |
| 2019 | Tolkien                         | J.R.R. Tolkien        |                                 |
| 2019 | X-Men: Dark Phoenix             | Hank McCoy / Beast    |                                 |
| 2019 | True History of the Kelly Gang  | Constable Fitzpatrick |                                 |
| 2020 | The Banker                      | Matt Steiner          |                                 |
| 2021 | Those Who Wish Me Dead          | Patrick               |                                 |
| 2022 | The Menu                        | Tyler                 |                                 |
| 2023 | Renfield                        | Renfield              |                                 |
| 2024 | The Garfield Movie              | Jon Arbuckle          |                                 |
| 2024 | The Order                       | Bob Mathews           |                                 |
| 2024 | Nosferatu                       | Thomas Hutter         |                                 |
| 2024 | Juror No. 2                     | Justin Kemp           |                                 |
| 2025 | Superman                        | Lex Luthor            |                                 |
| TBA  | The One                         | Mason                 |                                 |

### TV
| År      | Titel                  | Rolle                         | Bemærkning                                                           |
| ------- | ---------------------- | ----------------------------- | -------------------------------------------------------------------- |
| 1996    | Casualty               | Craig Morrissey               | Episode: "It Ain't Me, Babe"                                         |
| 1998    | Silent Witness         | Tom Evans                     | Episode: "An Academic Exercise"                                      |
| 1999    | Ruth Rendell Mysteries | Barry                         | Episode: "The Fallen Curtain"                                        |
| 2000    | The Bill               | Hugh Austin                   | Episode: "The Squad"                                                 |
| 2001    | Magic Grandad          | Tom                           | Tre episoder                                                         |
| 2001    | Holby City             | Oscar Banks                   | Episode: "Borrowed Time"                                             |
| 2001    | Doctors                | Conor Finch                   | Episode: "Unfinished Business"                                       |
| 2001    | Waking the Dead        | Max Bryson                    | To episoder                                                          |
| 2001    | World of Pub           | 11-årig studievært            | Episode: "Sixties"                                                   |
| 2002    | Murder in Mind         | Andrew Wilsher                | Episode: "Memories"                                                  |
| 2002    | Judge John Deed        | Jason Powell                  | Episode: "Everyone's Child"                                          |
| 2003    | Star                   | Bradley Fisher                | Syv episoder                                                         |
| 2004    | Keen Eddie             | Edward Mills                  | Episode: "Who Wants to Be in a Club That Would Have Me as a Member?" |
| 2005    | Mystery Hunters        | Ham selv                      | Episode: "Salem Witches"                                             |
| 2007–08 | Skins                  | Tony Stonem                   | 19 episoder                                                          |
| 2008    | Wallander              | Stefan Fredman                | Episode: "Sidetracked"                                               |
| 2012    | Robot Chicken          | Harry Potter, Captain America | Episode: "Collateral Damage in Gang Turf War"                        |
| 2018    | Watership Down         | Fiver                         |                                                                      |
| 2020-21 | Crossing Swords        | Patrick                       |                                                                      |
| 2020-23 | The Great              | Peter III of Russia           |                                                                      |

### Musikvideoer
| År   | Artist             | Sang             | Bemærkning |
| ---- | ------------------ | ---------------- | ---------- |
| 2010 | The Midnight Beast | "Lez Be Friends" | DJ         |
| 2023 | The Rolling Stones | Mess It Up       |            |

### Videospil
| År   | Titel     | Rolle  | Bemærkning |
| ---- | --------- | ------ | ---------- |
| 2010 | Fable III | Elliot | Stemme     |

## Priser og nomineringer
| År   | Prisuddeling                              | Pris                                                        | Resultat  | Bemærkning                 |
| ---- | ----------------------------------------- | ----------------------------------------------------------- | --------- | -------------------------- |
| 2002 | Phoenix Film Critics Society Awards       | Best Performance by a Youth in a Leading or Supporting Role | Vundet    | About a Boy                |
| 2002 | Young Artist Award                        | Best Performance in a Feature Film – Leading Young Actor    | Nomineret | About a Boy                |
| 2002 | Broadcast Film Critics Association Awards | Best Young Actor/Actress                                    | Nomineret | About a Boy                |
| 2011 | 38th People's Choice Award                | Favorite Ensemble Movie Cast                                | Nomineret | X-Men: First Class         |
| 2011 | Teen Choice Awards                        | Choice Movie Chemistry                                      | Nomineret | X-Men: First Class         |
| 2013 | Teen Choice Awards                        | Choice Breakout                                             | Vundet    | Warm Bodies                |
| 2013 | Teen Choice Awards                        | Choice Movie Actor Comedy                                   | Nomineret | Warm Bodies                |
| 2013 | Teen Choice Awards                        | Choice Movie Actor Romance                                  | Nomineret | Warm Bodies                |
| 2014 | Young Hollywood Awards                    | Super Superhero                                             | Nomineret | X-Men: Days of Future Past |
| 2014 | Teen Choice Awards                        | Choice Movie Scene Stealer                                  | Nomineret | X-Men: Days of Future Past |